# Aleksandr Ilici Ulianov
Alexandr Ilici Ulianov (în limba rusă Александр Ильич Ульянов, n. 31 martie/12 aprilie 1866, Nijni Novgorod, Imperiul Rus – d. 8/20 mai 1887, Șlisselburg⁠(d), Gubernia Sankt Petersburg⁠(d), Imperiul Rus) a fost fratele mai mare al lui Vladimir Ilici Lenin, un revoluționar rus, unul dintre liderii mișcării Pervomartovți.
În 1883, a absolvit liceul din Simbirsk cu medalia de aur și a fost admis la Universitatea din Sankt Peterburg unde s-a specializat în științele naturii (de asemenea cu medalia de aur primită pentru lucrarea sa de zoologie). Alexandr a participat la întruniri ilegale, demonstrații și a dus activități de propagandă printre studenți și oamenii muncii. În 1886, a devenit membru al "facțiunii teroiste" a partidului Narodnaia Volia. A fost unul dintre autorii programului de acțiune care avea influențe marxiste evidente.
Recunoscând clasei muncitoare calitatea de "nucleu al partidului socialist", programul Narodnaia Volia afirma rolul inițiativei intelectualității în lupta cu autocrația, teroarea fiind un mijloc de luptă.
Ulianov și camarazii săi au început pregătirile pentru asasinarea țarului Alexandru al III-lea dar, pe 1 martie 1887, au fost arestați, în principal datorită nepriceperii în organizarea muncii în ilegalitate, neglijenței în purtarea corespondenței și, se pare, datorită trădării. În timpul procesului, Ulianov a ținut în fața judecătorilor un discurs politic în loc să se apere în vreun fel.
Pe 8 mai, Alexandr Ulianov și tovarășii săi:  Pahomii Andreiușkin ,  Vasili Gheneralov ,  Vasili Osipanov  și  Petr Șevîrev  au fost condamnați la moarte și executați. Până în ultima clipă, Alexandr Ulianov a refuzat rugămințile mamei sale de a cere grațierea din partea țarului, considerând că nu este moral să ceară îndurare de la autocratul pe care plănuiseră să-l ucidă.
Executarea fratelui său, Alexandr, a avut o mare influență asupra tânăului Vladimir, radicalizându-l și implicându-l din ce în ce mai mult în mișcarea protestatară studențească și în eforturile de propagandă revoluționară, lucru care avea să-i aducă exmatricularea de la Universitatea din Kazan.